# Membro do Colégio Americano dos Cirurgiões (FACS)
Fellow of the American College of Surgeons é um título utilizado para indicar que a educação e o treinamento do cirurgião, suas qualificações profissionais, competência cirúrgica e conduta ética passaram por uma avaliação rigorosa e foram encontrados para ser consistente com os altos padrões estabelecidos e exigidos pelo ACS (American College of Surgeons). Para se inscrever, o cirurgião normalmente deve ser certificado por um membro do conselho do American Board of Medical Specialties.
Os membros da ACS são chamados de "Fellows". Os membros abreviam sua condição de membro usando as letras "FACS" (Fellow, American College of Surgeons). 
O ACS reconhece quatorze especialidades cirúrgicas: cirurgia cardiotorácica, cirurgia de cólon e retal, cirurgia geral, ginecologia e obstetrícia, oncologia ginecológica, cirurgia neurológica, cirurgia oftálmica, cirurgia oral e maxilo-facial, cirurgia ortopédica, otorrinolaringologia, cirurgia pediátrica, cirurgia plástica e maxilo-facial, urologia e cirurgia vascular. 